# Davide Bulzamini
Davide Bulzamini (Castel San Pietro Terme, 3 febbraio 1995) è un pallamanista italiano, terzino sinistro del Potsdam e della Nazionale di pallamano maschile dell'Italia.

## Caratteristiche tecniche
Dotato di un buon fisico, nell'esperienza francese viene utilizzato come specialista difensivo; passato in Spagna viene anche impiegato nel suo ruolo di terzino sinistro dove può dimostrare la sua forza nel tiro dalla distanza.

## Carriera

### Club

#### Inizi e triennio in Francia
Esordisce in Serie A con il Romagna, squadra dove ha giocato in tutte le categorie giovanili, ottenendo di stagione in stagione minutaggio e prestazioni convincenti, fino alla totale esplosione della stagione 2015-2016 che lo consacra come uno dei migliori giocatori italiani in circolazione.
Le ottime prestazioni in campo nazionale ma anche europeo (12 le reti messe a segno all'esordio in Challenge Cup) gli valgono l'approdo al Saint Marcel Vernon
, squadra neopromossa nella ProLigue francese. Alla prima stagione viene utilizzato come specialista difensivo giocando poco in attacco; con il rinnovo contrattuale per la stagione successiva riesce a ritagliarsi lo spazio anche in attacco, riuscendo a raddoppiare le reti messe a segno rispetto alla prima stagione.
Le due buone stagioni al Vernon gli valgono la riconferma della categoria, tant'è che per la stagione 2019-2020 viene ingaggiato dall'ambiziosa Cavigal Nizza, dove viene impegnato prevalentemente in difesa. Con la pandemia di COVID-19 a bloccare i campionati, Bulzamini decide di cambiare aria.

#### Cuenca
Il 16 giugno 2020 viene ufficializzato il suo passaggio al Cuenca: gioca così per la prima volta in uno dei Top 5 campionati europei. Alla prima stagione in Spagna trova continuità anche in attacco, riuscendo a mantenere una media superiore alle due reti a partita. Il Cuenca concluderà il campionato al sesto posto, a -4 punti dall'ultimo posto disponibile per l'Europa. La seconda stagione è più magra a livello realizzativo e si conclude al quinto posto, ancora una volta fuori dall'Europa. Sul finire di stagione, viene confermato che Bulzamini non rinnoverà con il Cuenca: chiude l'esperienza in Liga ASOBAL con 123 reti in 64 presenze.

#### I successi a Brixen, Trebnje e Conversano
Per la stagione 2022-2023 rientra in Italia e firma con gli altoatesini del Brixen. Vince una Coppa Italia e arriva in semifinale scudetto. Al termine della stagione rescinde il contratto che lo legava al Brixen fino al 2024.
Il 21 giugno viene ufficializzato il suo passaggio alla squadra slovena del Trimo Trebnje. Fa il suo esordio nei preliminari di European League contro i portoghesi dell'ABC Braga, venendo eliminato al termine del doppio incontro. Subisce un infortunio alla spalla che lo tiene fuori per tutta la prima parte del campionato. Il 6 aprile vince la Coppa di Slovenia, primo trofeo nella storia del Trimo Trebnje, battendo in finale lo Slovenj Gradec.
Il 21 giugno 2024 viene ufficializzato dai canali social del Conversano l'ingaggio di Bulzamini per la stagione successiva. Al termine della stagione vince il suo primo Scudetto.

#### Potsdam
Il 14 aprile il Potsdam, squadra di Handball-Bundesliga, comunica tramite il proprio sito ufficiale l'ingaggio di Bulzamini e Marco Mengon fino al 2027.

### Nazionale
Il 4 dicembre 2024 viene inserito nella long list dei convocati per il ritiro pre Mondiale 2025.

## Palmares

### Competizioni nazionali
- Coppa Italia (pallamano maschile): 1

Brixen: 2022-23
- Coppa di Slovenia: 1

Trimo Trebnje: 2023-24
- Campionato italiano di pallamano maschile: 1

Conversano: 2024-25

### Individuale
- FIGH Awards:

Miglior giocatore italiano del campionato 2022

## Statistiche

### Presenze e reti nei club
Statistiche aggiornate al 7 giugno 2025.
| Stagione                   | Squadra                    | Campionato                 | Campionato | Campionato | Coppe nazionali | Coppe nazionali | Coppe nazionali | Coppe continentali | Coppe continentali | Coppe continentali | Altre coppe | Altre coppe | Altre coppe | Totale | Totale |
| Stagione                   | Squadra                    | Comp                       | Pres       | Reti       | Comp            | Pres            | Reti            | Comp               | Pres               | Reti               | Comp        | Pres        | Reti        | Pres   | Reti   |
| -------------------------- | -------------------------- | -------------------------- | ---------- | ---------- | --------------- | --------------- | --------------- | ------------------ | ------------------ | ------------------ | ----------- | ----------- | ----------- | ------ | ------ |
| 2012-2013                  | Romagna                    | A                          | 16         | 10         | -               | -               | -               | -                  | -                  | -                  | -           | -           | -           | 16     | 10     |
| 2013-2014                  | Romagna                    | A                          | 17         | 29         | -               | -               | -               | -                  | -                  | -                  | -           | -           | -           | 17     | 29     |
| 2014-2015                  | Romagna                    | A                          | 24         | 64         | CI              | 3               | 6               | -                  | -                  | -                  | -           | -           | -           | 27     | 70     |
| 2015-2016                  | Romagna                    | A                          | 24         | 80         | CI              | 3               | 3               | EHFCup             | 2                  | 0                  | -           | -           | -           | 29     | 83     |
| 2016-2017                  | Romagna                    | A                          | 22         | 144        | CI              | 3               | 5               | ChC                | 2                  | 12                 | -           | -           | -           | 27     | 161    |
| Totale Romagna             | Totale Romagna             | Totale Romagna             | 103        | 327        |                 | 9               | 14              |                    | 4                  | 12                 |             | 0           | 0           | 117    | 351    |
| 2017-2018                  | Saint Marcel Vernon        | D2                         | 24         | 25         | CdL             | 1               | 3               | -                  | -                  | -                  | -           | -           | -           | 25     | 28     |
| 2018-2019                  | Saint Marcel Vernon        | D2                         | 23         | 53         | -               | -               | -               | -                  | -                  | -                  | -           | -           | -           | 23     | 53     |
| Totale Saint Marcel Vernon | Totale Saint Marcel Vernon | Totale Saint Marcel Vernon | 47         | 78         |                 | 1               | 3               |                    | 0                  | 0                  |             | 0           | 0           | 48     | 81     |
| 2019-2020                  | Cavigal Nizza              | D2                         | 17         | 8          | -               | -               | -               | -                  | -                  | -                  | -           | -           | -           | 17     | 8      |
| 2020-2021                  | Cuenca                     | LA                         | 34         | 74         | -               | -               | -               | -                  | -                  | -                  | -           | -           | -           | 34     | 74     |
| 2021-2022                  | Cuenca                     | LA                         | 30         | 49         | -               | -               | -               | -                  | -                  | -                  | -           | -           | -           | 30     | 49     |
| Totale Cuenca              | Totale Cuenca              | Totale Cuenca              | 64         | 123        |                 | 0               | 0               |                    | 0                  | 0                  |             | 0           | 0           | 64     | 123    |
| 2022-2023                  | Brixen                     | A                          | 29         | 145        | CI              | 3               | 13              | EC                 | 3                  | 11                 | -           | -           | -           | 35     | 169    |
| 2023-2024                  | Trimo Trebnje              | 1.A                        | 14         | 25         | PS              | 4               | 4               | EL                 | 2                  | 8                  | -           | -           | -           | 20     | 37     |
| 2024-2025                  | Conversano                 | A                          | 30         | 104        | CI              | 3               | 15              | EC                 | 2                  | 8                  | -           | -           | -           | 35     | 127    |
| 2025-2026                  | Potsdam                    | 2.BL                       | 0          | 0          | CG              | -               | -               | -                  | -                  | -                  | -           | -           | -           | 0      | 0      |
| Totale carriera            | Totale carriera            | Totale carriera            | 306        | 812        |                 | 18              | 47              |                    | 10                 | 39                 |             | 0           | 0           | 335    | 888    |

### Cronologia, presenze e reti in nazionale
Aggiornato al 11 maggio 2025
| Data       | Città             | In casa     | Risultato | Ospiti      | Competizione                  | Reti |
| ---------- | ----------------- | ----------- | --------- | ----------- | ----------------------------- | ---- |
| 23-06-2018 | Tarragona         | Croazia     | 30-26     | Italia      | Giochi del Mediterraneo 2022  | 4    |
| 25-06-2018 | Tarragona         | Italia      | 32-38     | Algeria     | Giochi del Mediterraneo 2022  | 3    |
| 11-01-2018 | Bolzano           | Romania     | 34-24     | Italia      | Qual. Mondiali 2019           | 5    |
| 12-01-2018 | Bolzano           | Italia      | 29-28     | Ucraina     | Qual. Mondiali 2019           | 2    |
| 13-01-2018 | Bolzano           | Italia      | 28-19     | Fær Øer     | Qual. Mondiali 2019           |      |
| 24-10-2018 | Mosca             | Russia      | 34-20     | Italia      | Qual. Euro20                  | 3    |
| 27-10-2018 | Padova            | Italia      | 22-30     | Ungheria    | Qual. Euro20                  | 2    |
| 10-04-2019 | Faenza            | Italia      | 26-23     | Slovacchia  | Qual. Euro20                  | 2    |
| 14-04-2019 | Považská Bystrica | Slovacchia  | 23-26     | Italia      | Qual. Euro20                  | 5    |
| 13-06-2019 | Busto Arsizio     | Italia      | 23-30     | Russia      | Qual. Euro20                  | 1    |
| 16-06-2019 | Kecskemét         | Ungheria    | 32-29     | Italia      | Qual. Euro20                  | 7    |
| 10-01-2019 | Benevento         | Italia      | 28-28     | Kosovo      | Qual. Mondiali 2021           | 1    |
| 11-01-2019 | Benevento         | Georgia     | 28-25     | Italia      | Qual. Mondiali 2021           | 4    |
| 12-01-2020 | Benevento         | Italia      | 24-29     | Romania     | Qual. Mondiali 2021           | 3    |
| 08-11-2020 | Pescara           | Italia      | 24-39     | Norvegia    | Qual. Euro22                  |      |
| 07-01-2021 | Chieti            | Italia      | 28-17     | Lettonia    | Qual. Euro22                  | 1    |
| 10-01-2021 | Valmiera          | Lettonia    | 31-29     | Italia      | Qual. Euro22                  | 9    |
| 10-03-2021 | Minsk             | Bielorussia | 37-32     | Italia      | Qual. Euro22                  | 5    |
| 29-04-2021 | Chieti            | Italia      | 31-32     | Bielorussia | Qual. Euro22                  | 5    |
| 02-05-2021 | Valmiera          | Norvegia    | 37-16     | Italia      | Qual. Euro22                  | 1    |
| 14-01-2022 | Tórshavn          | Lettonia    | 23-36     | Italia      | Qual. Mondiali 2023           | 3    |
| 15-01-2022 | Tórshavn          | Italia      | 26-27     | Fær Øer     | Qual. Mondiali 2023           | 2    |
| 16-01-2022 | Tórshavn          | Italia      | 29-28     | Lussemburgo | Qual. Mondiali 2023           |      |
| 16-03-2022 | Padova            | Italia      | 28-29     | Slovenia    | Qual. Mondiali 2023           | 2    |
| 20-03-2022 | Celje             | Slovenia    | 28-21     | Italia      | Qual. Mondiali 2023           |      |
| 27-06-2022 | Arzew             | Egitto      | 38-35     | Italia      | Giochi del Mediterraneo 2022  | 1    |
| 30-06-2022 | Arzew             | Italia      | 33-34     | Serbia      | Giochi del Mediterraneo 2022  | 1    |
| 01-07-2022 | Arzew             | Tunisia     | 34-29     | Italia      | Giochi del Mediterraneo 2022  | 2    |
| 04-07-2022 | Arzew             | Italia      | 34-25     | Turchia     | Giochi del Mediterraneo 2022  | 4    |
| 13-10-2022 | Katowice          | Polonia     | 30-23     | Italia      | Qual. Euro24                  |      |
| 16-10-2022 | Pescara           | Italia      | 29-40     | Francia     | Qual. Euro24                  | 3    |
| 09-03-2023 | Pescara           | Italia      | 36-23     | Lettonia    | Qual. Euro24                  | 4    |
| 12-03-2023 | Valmiera          | Lettonia    | 23-29     | Italia      | Qual. Euro24                  | 3    |
| 27-04-2023 | Vigevano          | Italia      | 29-31     | Polonia     | Qual. Euro24                  | 1    |
| 30-04-2023 | Rouen             | Francia     | 41-27     | Italia      | Qual. Euro24                  | 4    |
| 13-03-2024 | Hasselt           | Belgio      | 25-29     | Italia      | Qual. Mondiali 2025           | 9    |
| 18-03-2024 | Pescara           | Italia      | 33-31     | Belgio      | Qual. Mondiali 2025           | 1    |
| 09-05-2024 | Conversano        | Italia      | 32-26     | Montenegro  | Qual. Mondiali 2025           | 2    |
| 12-05-2024 | Podgorica         | Montenegro  | 32-34     | Italia      | Qual. Mondiali 2025           | 1    |
| 06-11-2024 | Sagunto           | Spagna      | 31-30     | Italia      | Qual. Euro26                  | 2    |
| 10-11-2024 | Fasano            | Italia      | 31-30     | Serbia      | Qual. Euro26                  |      |
| 14-01-2025 | Herning           | Italia      | 32-25     | Tunisia     | Mondiali 2025 - 1º turno      | 4    |
| 16-01-2025 | Herning           | Italia      | 32-23     | Algeria     | Mondiali 2025 - 1º turno      | 1    |
| 18-01-2025 | Herning           | Danimarca   | 39-20     | Italia      | Mondiali 2025 - 1º turno      | 1    |
| 21-01-2025 | Herning           | Rep. Ceca   | 18-25     | Italia      | Mondiali 2025 - Fase a gironi | 2    |
| 23-01-2025 | Herning           | Italia      | 27-34     | Germania    | Mondiali 2025 - Fase a gironi | 1    |
| 25-01-2025 | Herning           | Italia      | 25-33     | Svizzera    | Mondiali 2025 - Fase a gironi | 1    |
| 13-03-2025 | Jelgava           | Lettonia    | 30-35     | Italia      | Qual. Euro26                  | 3    |
| 16-03-2025 | Oristano          | Italia      | 41-30     | Lettonia    | Qual. Euro26                  | 1    |
| 08-05-2025 | Fasano            | Italia      | 29-33     | Spagna      | Qual. Euro26                  |      |
| 11-05-2025 | Kraljevo          | Serbia      | 28-24     | Italia      | Qual. Euro26                  |      |
| Totale     |                   | Presenze    | 50        |             | Reti                          | 119  |